# Halosaccion
Halosaccion, rod crvenih algi iz porodice Palmariaceae, dio reda Palmariales. Postoji osam priznatih vrsta.
Tipična je Halosaccion hydrophorum (Postels & Ruprecht) Kützing, sinonim za H. glandiforme morsku algu uz obalu Aljaske, Komandorskih otoka, Kamčatke i Ruskog dalekog istoka.

## Vrste
1. Halosaccion americanum I.K.Lee C
2. Halosaccion fistulosum Ruprecht
3. Halosaccion glandiforme (S.G.Gmelin) Ruprecht
4. Halosaccion minjaii I.K.Lee
5. Halosaccion saccatum (Lepechin) Kützing
6. Halosaccion scopula Strömfelt
7. Halosaccion tilesii Kjellman
8. Halosaccion yendoi I.K.Lee